# Cerkiew św. Jerzego Zwycięzcy w Wierzchlesiu
Cerkiew pod wezwaniem Świętego Jerzego Zwycięzcy – prawosławna cerkiew parafialna w Wierzchlesiu. Należy do dekanatu Sokółka diecezji białostocko-gdańskiej Polskiego Autokefalicznego Kościoła Prawosławnego.
Cerkiew zbudowano w 1942, z inicjatywy sołtysa Aleksandra Arciucha. Jest to obiekt drewniano-betonowy (do budowy ścian użyto pustaków wykonanych przez mieszkańców wsi), wzniesiony na planie prostokąta (11 × 8 m), z dobudowanym w 1958 przedsionkiem. W 1978 cerkiew została otynkowana i pomalowana, a w 1981 pokryto dach ocynkowaną blachą (w miejsce dachówki). Posesję cerkiewną ogrodzono w 1974 r. metalowym płotem.
W 1992 cerkiew w Wierzchlesiu stała się świątynią parafialną. W tym samym roku w jej sąsiedztwie założono cmentarz.